# バレーボールデンマーク男子代表
バレーボールデンマーク男子代表は、バレーボールの国際大会で編成されるデンマークの男子バレーボールナショナルチームである。

## 歴史
1955年に国際バレーボール連盟へ加盟。1950年代から1970年代にかけて、1966年世界選手権に初出場、欧州選手権に3回（1958年、1963年、1971年）に出場を果たしたが、成績は振るわず、ほとんどの大会で出場国中最下位に終わっている。1971年欧州選手権の出場を最後に主要国際大会出場から遠ざかり、2011年欧州選手権予選も1次ラウンドで敗退。40年間も出場から遠ざかることとなった。ただし、2000年以降、積極的に参加している世界選手権大陸予選、欧州選手権予選のポイント獲得により、FIVBランキングは中位置に付けている。
　

## 過去の成績

### オリンピックの成績
- 出場なし

### 世界選手権の成績
- 1966年 - 22位
- 1998年 - 欧州予選敗退
- 2002年 - 欧州予選敗退
- 2006年 - 欧州予選敗退
- 2010年 - 欧州予選敗退

### 欧州選手権の成績
- 1958年 - 20位
- 1963年 - 17位
- 1971年 - 20位
- 2007年 - 予選敗退
- 2009年 - 予選敗退
- 2011年 - 予選敗退